# أعظم خان (صوبه دار)
خَانُ الزَّمَان المِير مُحَمَّد بَاقِر إِرَادَت خَان مِيربَخشِي أَعظَم خَان الشهير اختصارًا بلقب «أعظم خان» أو «إرادت خان» هو رجل دولة وقائد عسكري من أُصُول عراقيَّة تولَّى منصب الوزير الأعظم وحاكم البنغال وكشمير وتقلَّد الميربخشيَّة في الدولة المغوليَّة في الهند إبان عهد السلطان شهاب الدين شاهجهان الذي أكرَّمه بتلقيبه «خان الزمان».
الاسم الحقيقي لأعظم خان هو مير محمد باقر. كان أصله من العراق وجاء إلى شبه القارة الهندية في عهد جهانجير. وقد عينه جهانجير "خان السمان". ثم عيّنه صوبه دار لكشمير. وفي وقت لاحق، عُين أيضًا مير بخشي. كرّمه شاهجهان بلقب "أعظم خان"، وعينه وزيرًا أعظمًا في عام 1628م.
عندما كان أعظم خان حاكمًا للبنغال، كانت للإنجليز علاقة ودية مع السلطة. خلال فترة حكمه، واجهت البنغال وضعًا إداريًا وعسكريًا فوضويًا، لأن الملك الآسامي براتاب سينغ قام بغارات متقطعة في كاماروبا. وبسبب هذا عُزل من منصبه وعُين إسلام خان الثاني صوبه دار للبنغال.